# Tilia cordata

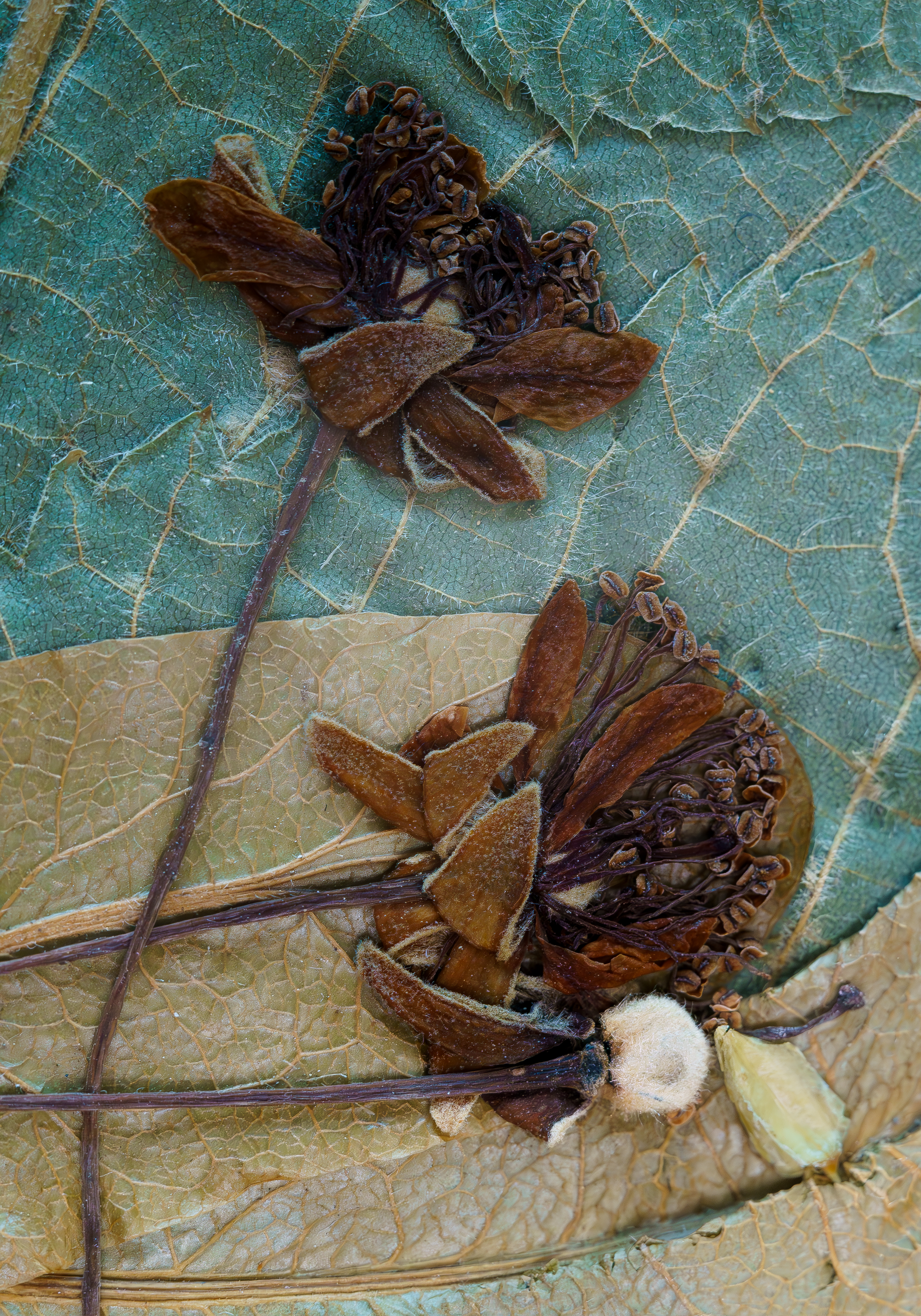
Herbarium SQF - Tilia cordata

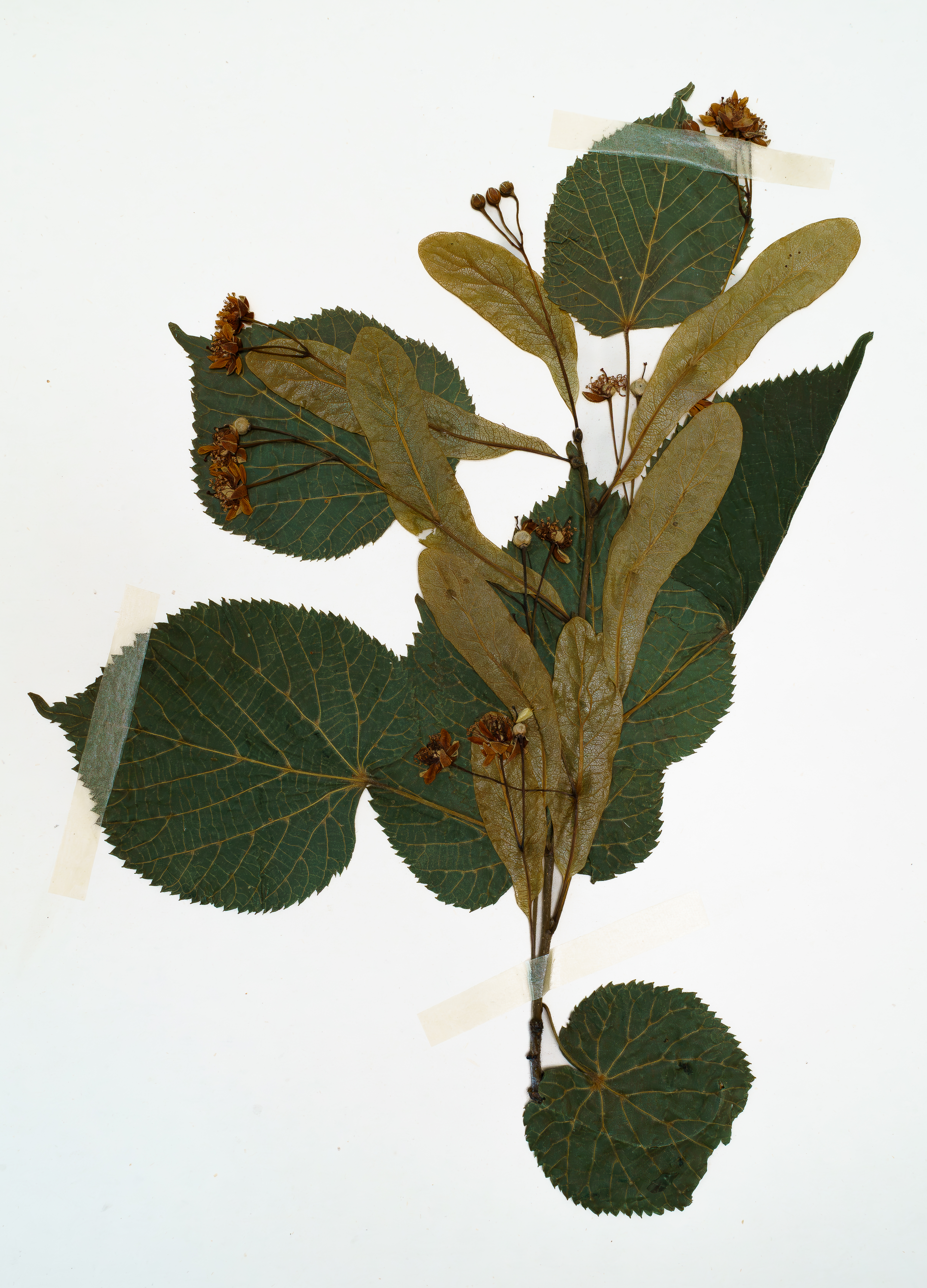
Herbarium SQF - Tilia cordata

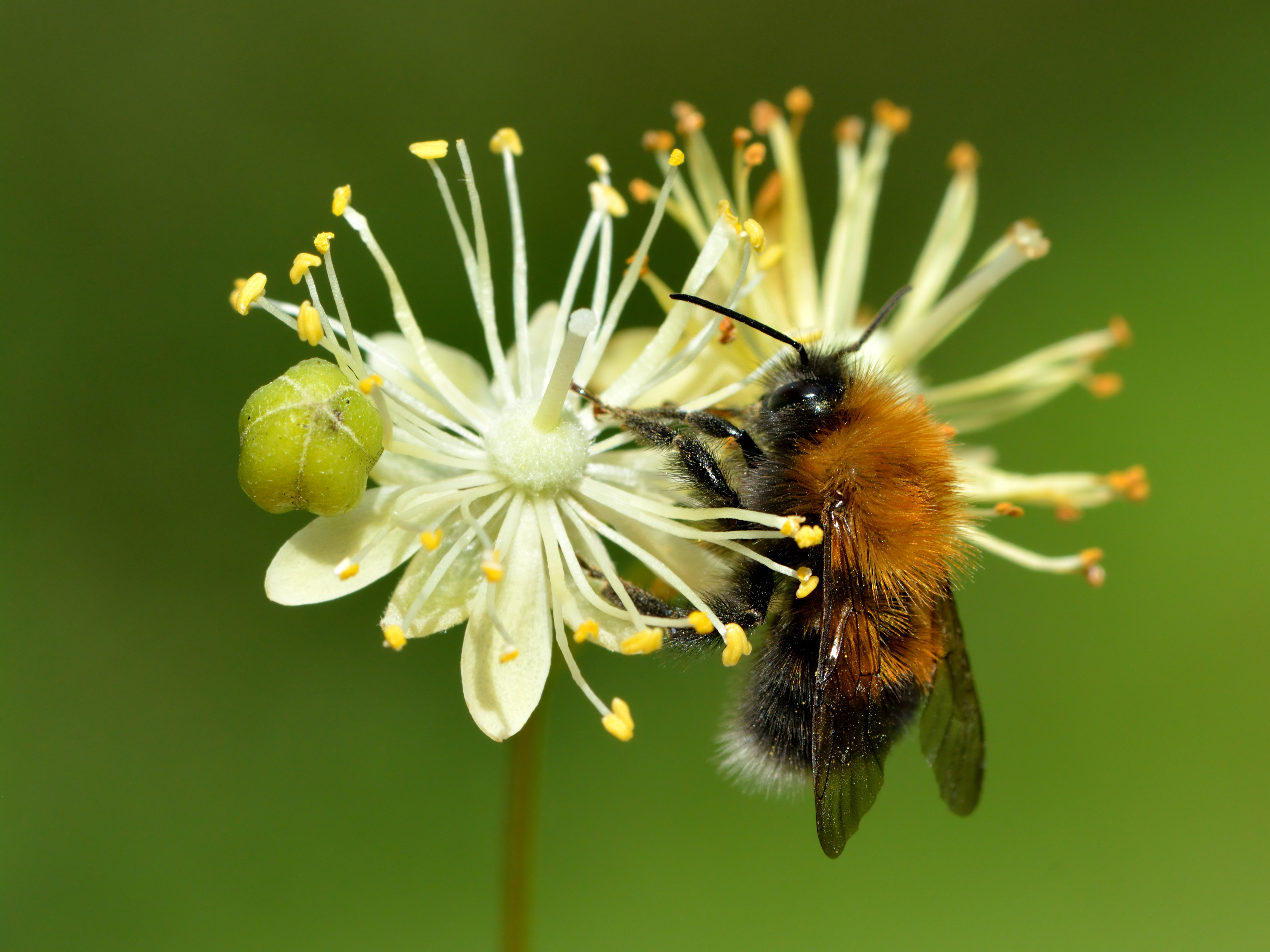

Tilia cordata, conocida popularmente como tilo norteño, tilo silvestre o tilo de hoja pequeña, es una especie arbórea originaria de Europa perteneciente a la familia de las Malvaceae, que vive desde España hasta los Montes Urales y las montañas de Líbano, Siria y Turquía.

## Descripción
Crece hasta 20-30 metros de altura y tiene de 1 a 1,5 m de circunferencia en la base del tronco. Sus hojas tienen forma de corazón.
Cada verano, produce unas pequeñas flores de color entre amarillo y verde. Estas flores son visitadas frecuentemente por las abejas.

## Ubicación
Se encuentra específicamente en Europa y Asia-Templada. La especie se presenta en su mayoría en el primer continente mencionado, provocando que el nombre de la misma varíe en su gran mayoría dependiendo de su ubicación regional, esta última además es bastante amplia, incluyendo regiones de Europa como Europa Oriental la cual consideran países tales como como Estados bálticos, Bielorrusia, Rusia centroeuropea, Rusia de Europa del Este, Crimea, Rusia del norte de Europa, Rusia del noroeste europeo, Rusia del sur de Europa, Ucrania.  
En Europa Central esta presente en: Austria, Bélgica, Checoslovaquia, Alemania, Hungría, Países Bajos, Polonia, Suiza.
Europa del Norte considera a Dinamarca, Finlandia, Gran Bretaña, Noruega, Suecia.
Europa sudoriental presenta esta especie en Albania, Bulgaria, Grecia, Italia, Rumanía, Turquía en Europa, Yugoslavia.
Europa del Suroeste la presenta en Córcega, Francia, España.
Pasando al continente de Asia específicamente, la Tilia Cordata la podemos encontrar subdividida en regiones como se encontraba distribuida en Europa. Se ve reflejada en la región de Cáucaso, encontrándose en países como Cáucaso del Norte, Transcáucaso
Asia Central incluye a Kazajistán, Siberia Altay, Krasnoiarsk, Siberia occidental. Y por último Asia Occidental Irán.

## Estado de conservación y amenazas
Proyecciones sobre cambios de la distribución de especies arbóreas como la Tilia cordata la dejan parcialmente amenazada frente a escenarios y marcos temporales de cambio climático futuro.
En Europa, la diversidad genética de Tilia cordata parece disminuir a medida que aumenta la latitud y está actualmente amenazada debido a las grandes distancias entre poblaciones fragmentadas. Con ello sus recursos genéticos son considerados como vulnerables agregando que la especie tiene una distribución dispersa, baja capacidad de distribución de semillas y su flujo genético es relativamente limitado.  
En el continente existen  reservas de semillas y un programa de conservación genética para Tilia cordata. 

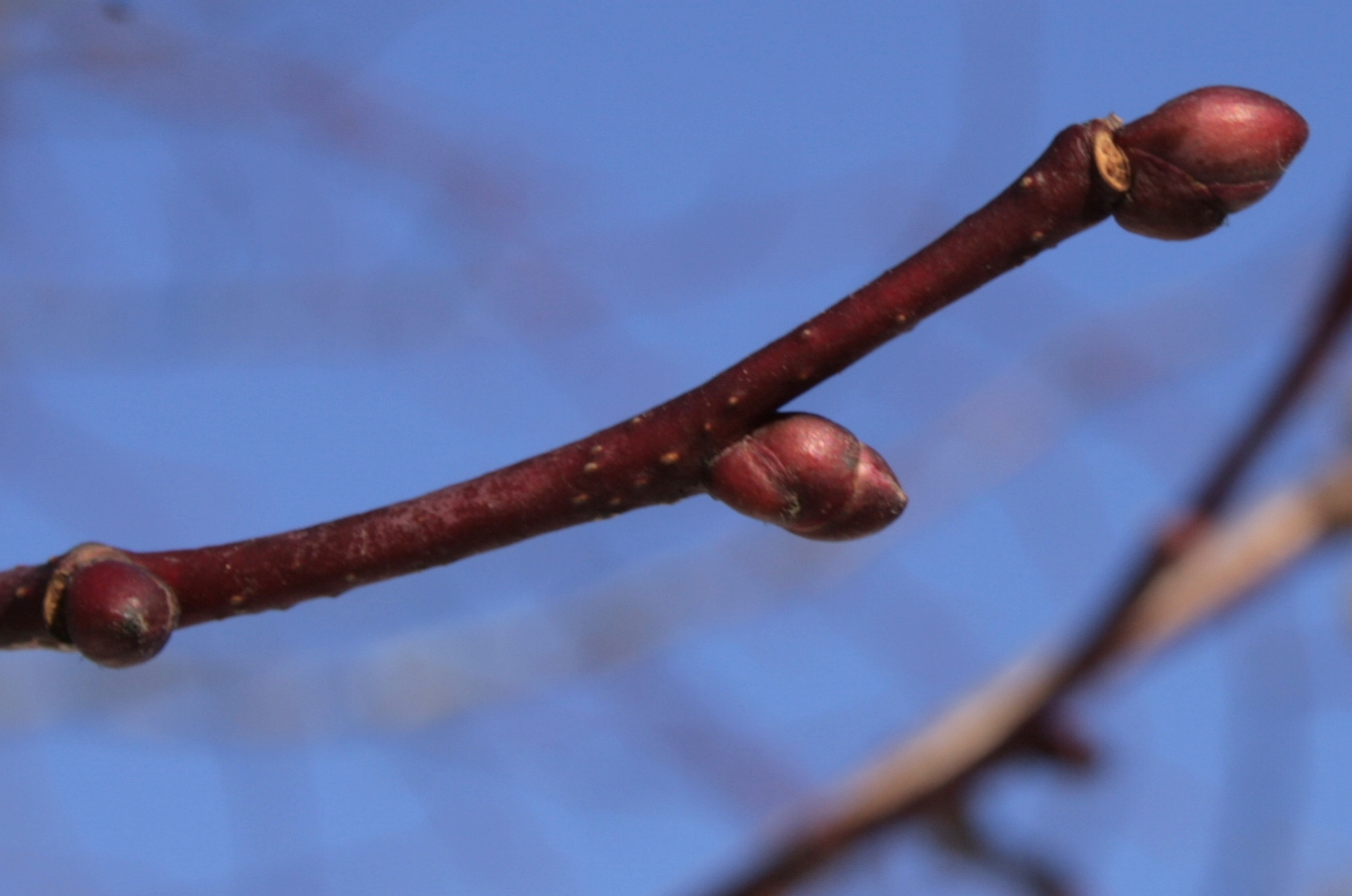
Las yemas y las ramitas son de color rojo - granate. Las ramitas son glabras y en las yemas se pueden ver sólo dos escamas

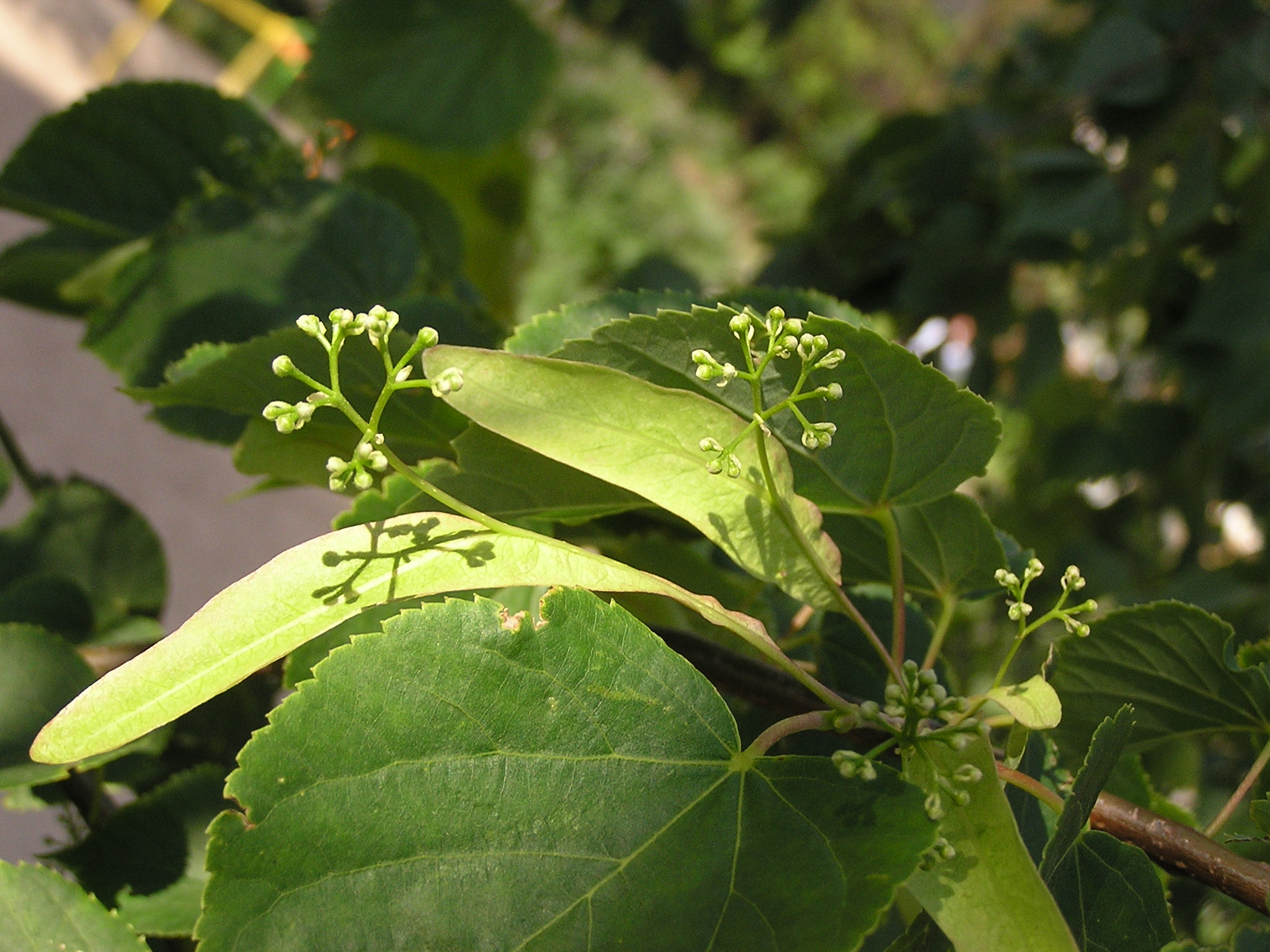
Hojas con inflorescencias

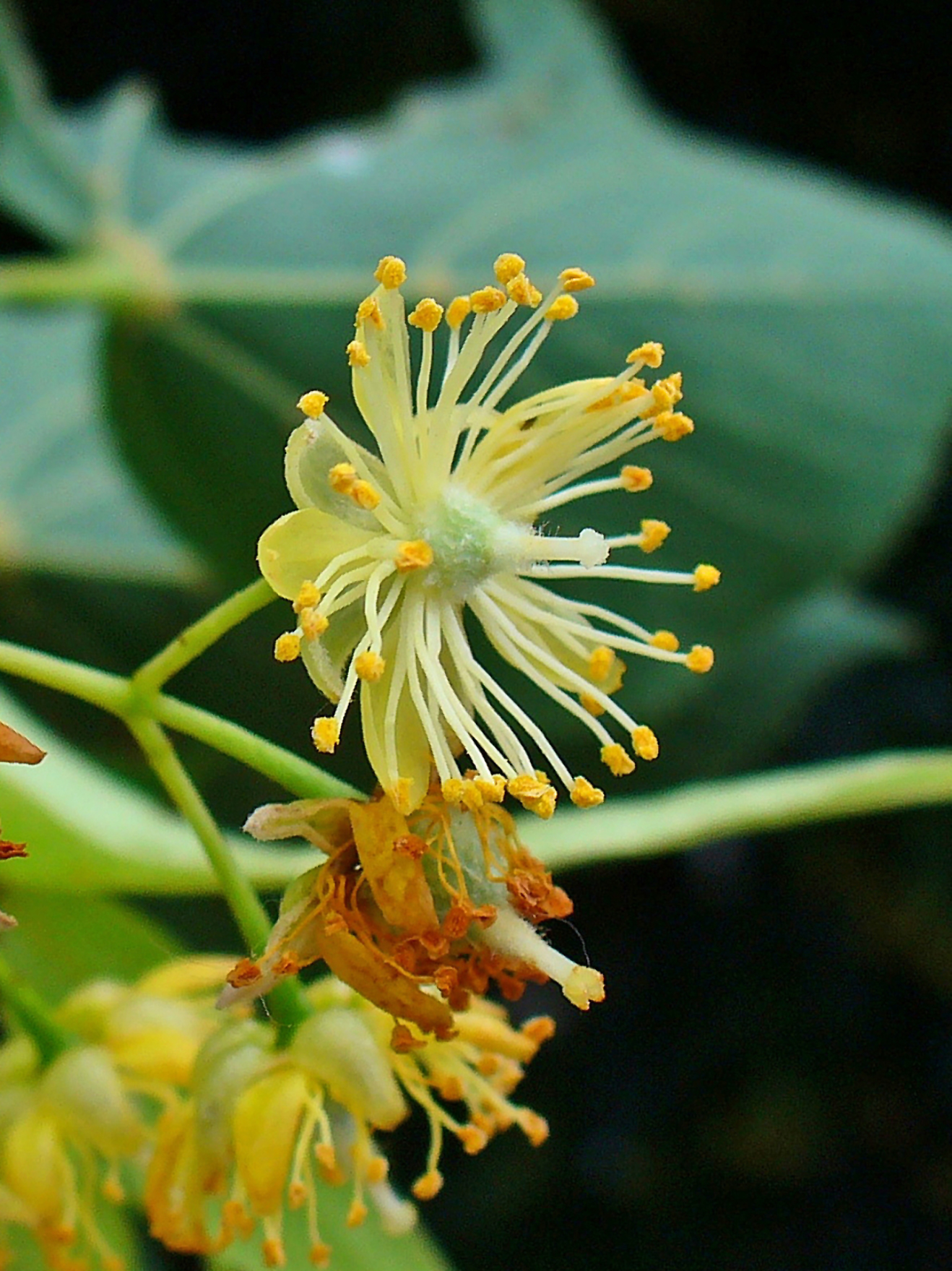
Las flores son pequeñas y muy olorosas

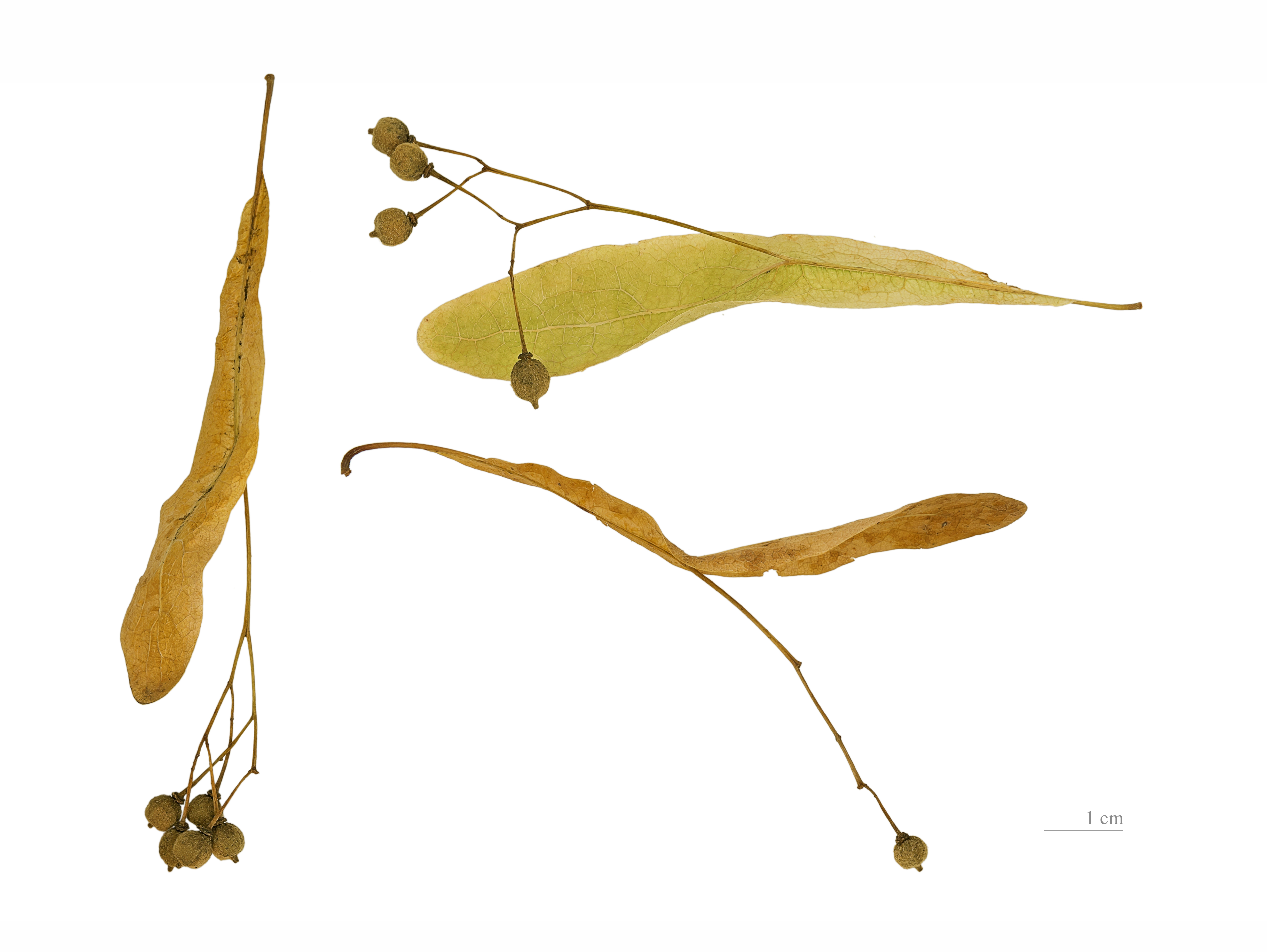
Fruta madura.

## Hibridación y especies parecidas
En Europa hay dos especies de tilo que se parecen mucho: T. cordata y Tilia platyphyllos. Las dos pueden hibridarse y el producto de ese cruce es Tilia x vulgaris, árbol que a menudo se utiliza en la jardinería y arbolados. Sin embargo, no es difícil distinguir las dos especies gracias a estos particulares:
- el tamaño de las hojas: las de T. cordata no miden más de 8 cm, mientras que las de T. platyphyllos pueden alcanzar los 15 cm;
- la página inferior de las hojas: en las dos especies hay pelos en las axilas de los nervios, que son color rojo-ladrillo en T. cordata y blancos en T. platyphyllos;
- el fruto: el de T. cordata es muy chico, no mide más de 8 mm de diámetro y no tiene costillas y se puede romper sin problemas con los dedos; el de T. platyphyllos es más grande, tiene 5 costillas muy evidentes y es muy duro;
- las yemas: en las de T. cordata se pueden ver sólo dos escamas, mientras que en las de T. platyphyllos se pueden ver tres escamas;
- las ramillas: las de T. cordata son glabras, es decir no tienen pelo, mientras las de T. platyphyllos son pubescentes, o sea tienen vello.

Existen importantes problemas taxonómicos, aún por resolver, dentro del género - en particular para los llamados híbridos.

## Usos y curiosidades
- Es el árbol nacional de la República Checa.

- Muchas mieles monoflorales están elaboradas a base de las flores de este árbol.

- Los pájaros carpinteros suelen hacer en este árbol su nido.

- El correo español de Andorra emitió un sello, en el año 2020, dedicado a las hojas de este árbol.[5]

### Composición Química
Tilia cordata es una especie vegetal que tiene una composición química compleja, la cual cambia dependiendo del tipo de tejido que vamos a analizar ͏y las condiciones ambientales de crecimiento. En la͏ ͏madera hay celulosa (~45 ͏%), hemicelulosas (~27 %) y lignina (~20 %), en la ͏corteza se observa lignina (~28 ͏%) y extractos (alrededor de 15%), incluyendo ͏compuestos fenólicos, flavonoides y taninos, cuya concentración tiende a ͏aumentar en respuesta al estrés ambiental. Por otro lado, las hojas tienen flavonoides como kaempferol, quercetina, ͏tilirosida, asociados a efectos ansiolíticos y sedantes. Las flores destacan por su riqueza en proantocianidinas y ͏epicatequinas compuestos con͏ conocida acción antinflamatoria. Y por último, las semillas producen un aceite con alto valor nutricional, compuesto por sobre todo de ácidos grasos insaturados (ácido linoleico y oleico), fitoesteroles (particularmente β- ͏s͏it͏os͏terol), escualeno y vitamina E.

### Propiedades farmacológicas
Combatir estados gripales que cursan con fiebre y malestar general. Para ello se emplean principalmente sus flores y brácteas secas como droga vegetal (hojas o  órgano foliáceo en la proximidad de las flores, en el caso del Tilo son más grandes que las flores, comúnmente son de menor tamaño que las hojas), además de la corteza y las hojas del árbol.

Otros usos que se le dan a la Tilia cordata son para el tratamiento de la ansiedad, nerviosismo e insomnio; gracias a su efecto ansiolítico, antiespasmódico, antitusivo, diaforético (estimula la sudoración), sedante, diurético y antinflamatorio. Las nueces que acompañan a las inflorescencias también son una fuente de compuestos bioactivos pero estas tienen otros usos fuera de la farmacología.
Además se ha descubierto que la Tilia cordata posee propiedades citotóxicas (tóxicas para las células), de acción sobre el sistema inmune, antioxidantes y podría estar involucrada en procesos de absorción del hierro.
Precauciones para su uso farmacológico:
La Tilia cordata tiene una posible potenciación (interacción farmacológica) de los efectos sedantes de antihistamínicos, barbitúricos, benzodiacepinas y alcohol por lo que se recomienda no hacer una administración conjunta, su uso responsable y bajo supervisión médica en caso de sufrir otras enfermedades.

#### Presentación comercial
Venta en formato individual como té de agrado (infusión de hierbas). En farmacias, además, se expenden preparados elaborados para combatir afecciones de las vías respiratorias, como sedante y ansiolítico, resfríos y gripes, antitusivo y antigripal. 

## Taxonomía
Tilia cordata fue descrita por Philip Miller y publicado en The Gardeners Dictionary: . . . eighth edition no. 1. 1768.
Etimología
Tilia: nombre genérico que deriva de las palabras griegas: ptilon (= ala), por la característica de las brácteas que facilita la propagación de la fruta por el viento.
cordata: epíteto latíno que significa "con forma de corazón".
Sinonimia
- Tilia microphylla Vent.
- Tilia sibirica Bayer
- Tilia europaea subsp. parvifolia Ehrh.
- Tilia bohemica Opiz
- Tilia betulifolia Hoffm. ex Bayer
- Tilia parvifolia Ehrh. ex Hoffm.
- Tilia ulmifolia Scop.
- Tilia sylvestris Desf.
- Tilia cordata var. japonica Miq.
- Tilia japonica (Miq.) Simonk.
- Tilia cordata f. vulgaris Ig.Vassil.
- Tilia officinarum Crantz
- Tilia officinarum Crantz subsp. officinarum pro [14][15][16][17][18]

## Nombres vulgares
- Castellano: teja, teja negra, tejo, tejo blanco, tella, texa, tila, tilar, tilia, tillera, tillo macho, tillon, tillori, tilo, tilo de hoja pequeña, tilo de invierno, tilo de monte, tilo norteño, tilo silvestre, Tilo norteño.[19]
- Portugués: Tilia
- Italiano: Tiglio selvático
- Francés: Tilleul à petites feuilles
- Alemán: Winter-Linde